# JJC
JJC, (Johny Just Come) een pseudoniem van Abdul Rasheed Bello (Kano, 4 april 1977), is een Nigeriaanse rapper, dj en producer. JJC is geboren in Nigeria, maar verhuisde in 1991 naar Londen. Hij produceerde singles voor grote Britse pop-acts als Liberty X, Lemar en Big Brovaz en startte zijn eigen label op, genaamd Backbone Music. Verder trad JJC veel op samen met de 419 Squad (Een Nigeriaanse groep met zangers en rappers) op diverse optredens en festivals waaronder het WOMAD en het RESPECT festival.

## Discografie

### Albums
- Atide (2002)
- African Dream (2011)